# Chevrolet Light Six
La Light Six (anche conosciuta come Serie L) è stata un'autovettura mid-size prodotta dalla Chevrolet dal 1914 al 1915.

## Storia
Era la versione più piccola della Classic Six. Era disponibile in colore nero, blu o grigio. Le ruote erano invece di colore blu. L'unica carrozzeria disponibile era torpedo quattro porte.
La Light Six era dotata di un motore a sei cilindri in linea e valvole laterali da 4.441 cm³ di cilindrata che sviluppava 35 CV di potenza. La frizione era a cono, mentre i freni erano a tamburo sulle ruote posteriori. Il cambio era a tre rapporti e la trazione era posteriore.
Del modello ne furono prodotti, in totale, circa 3.000 esemplari.